# Elles sont dingues, ces nénettes
Pour plus de détails, voir Fiche technique et Distribution.
Elles sont dingues, ces nénettes (L'uccello migratore) est une comédie à l'italienne franco-italienne réalisée par Steno et sortie en 1972,.

## Synopsis
Andrea Pomeraro est professeur d'histoire à CastroPietro, en Sicile. Il reçoit une lettre de son oncle, un homme politique qui vit à Rome et qui, grâce à ses relations, a réussi à lui obtenir un transfert dans un lycée de la capitale. Une fois sa mutation effectuée, l'enseignant est interpellé à la fois par les élèves et ses collègues pour ses prétendues obsessions sexuelles.

## Fiche technique
Sauf indication contraire, les informations mentionnées dans cette section peuvent être confirmées par la base de données cinématographiques Unifrance,  présente dans la section « Liens externes ».
- Titre français : Elles sont dingues, ces nénettes ou Le Zizi baladeur ou Le Z'oiseau baladeur[3]
- Titre original italien : L'uccello migratore[4]
- Réalisation : Steno
- Scenario : Giulio Scarnicci (it), Raimondo Vianello
- Photographie :	Ennio Guarnieri
- Montage : Raimondo Crociani
- Assistant-réalisateur : Enrico Vanzina
- Musique : Armando Trovajoli
- Décors : Gianni Polidori (it)
- Costumes : Gaia Romanini (it)
- Production : Felice Colaiacomo, Franco Poccioni, Renato Jaboni, Alain Delon
- Société de production : Medusa, Adel Productions
- Pays de production : Italie - France
- Langue originale : italien
- Format : couleur par Eastmancolor - Son mono - 35 mm
- Durée : 102 min (1 h 42[4])
- Genre : comédie à l'italienne
- Dates de sortie :
  - Italie : 14 octobre 1972
  - France : 22 juin 1977[3]

## Distribution
- Rossana Podestà : Delia Benetti
- Lando Buzzanca : Andrea Pomeraro
- Gianrico Tedeschi : Député Michele Pomeraro, l'oncle d'Andrea
- Dominique Torrent : Silvana
- Olga Bisera : La maîtresse française du député Pomeraro
- Pia Velsi : La mère de Delia
- Ignazio Leone : Le commissaire de police
- Paolo Cardoni : Aldo, l'étudiant qui désire Delia
- Vincenzo Crocitti : Le policier en civil
- Ada Pometti : L'infirmière aux urgences